# Islamul în Turkmenistan
Islamul este religia majoritară în Turkmenistan, reprezentând 93.1% de practicanți. În perioada Uniunii Sovietice, musulmanii au fost prigoniți de autoritățille comuniste.